# Lapshýn (Naráyiv)
Lapshýn (ucraniano: Лапши́н) es un pueblo de Ucrania, perteneciente al municipio rural de Naráyiv, en el raión de Ternópil de la óblast de Ternópil.
En 2001, el pueblo tenía una población de 1153 habitantes.
Se ubica unos 3 km al norte de Berezhany, a orillas del río Zolota Lipa.

## Historia
Antes de la formación del actual municipio de Naráyiv en 2019, el pueblo era sede de un consejo rural en el raión de Berezhany. El consejo rural incluía como pedanía a Hayok.